# Ciężkie czasy (film)
Ciężkie czasy (tytuł oryg. Harsh Times) – amerykański dramat filmowy z 2005 roku w reżyserii Davida Ayera.

## Fabuła
Film opowiada o dwójce przyjaciół: jeden z nich to bezrobotny Mike Alonzo oraz Jim Davis, który rozpoczyna pracę w DEA – agencji do walki z handlem narkotykami. Przed wyjazdem Jima do Kolumbii spędzają razem czas na pijackich libacjach, które wkrótce zaczynają im przynosić kłopoty.

## Obsada
- Christian Bale jako Jim Davis
- Freddy Rodríguez jako Mike Alonzo
- Eva Longoria jako Sylvia
- Tammy Trull jako Marta
- Terry Crews jako Darrell
- Noel Gugliemi jako Flaco
- Chaka Forman jako Toussant
- Blue Mesquita jako Leo
- Michael Monks jako Agent Hollenbreck
- J.K. Simmons jako Agent Richards
- Armando Riesco jako Alex
- Emilio Rivera jako Eddy